# 普沃茨克
普沃茨克（波蘭語：Płock）是位於波兰中部马佐夫舍省的一个城市，位于维斯瓦河畔，人口約11萬。普沃茨克在1079–1138年曾是波蘭的首都，是馬佐夫舍的歷史名城。在1975–1998年間曾是普沃茨克省的省會。

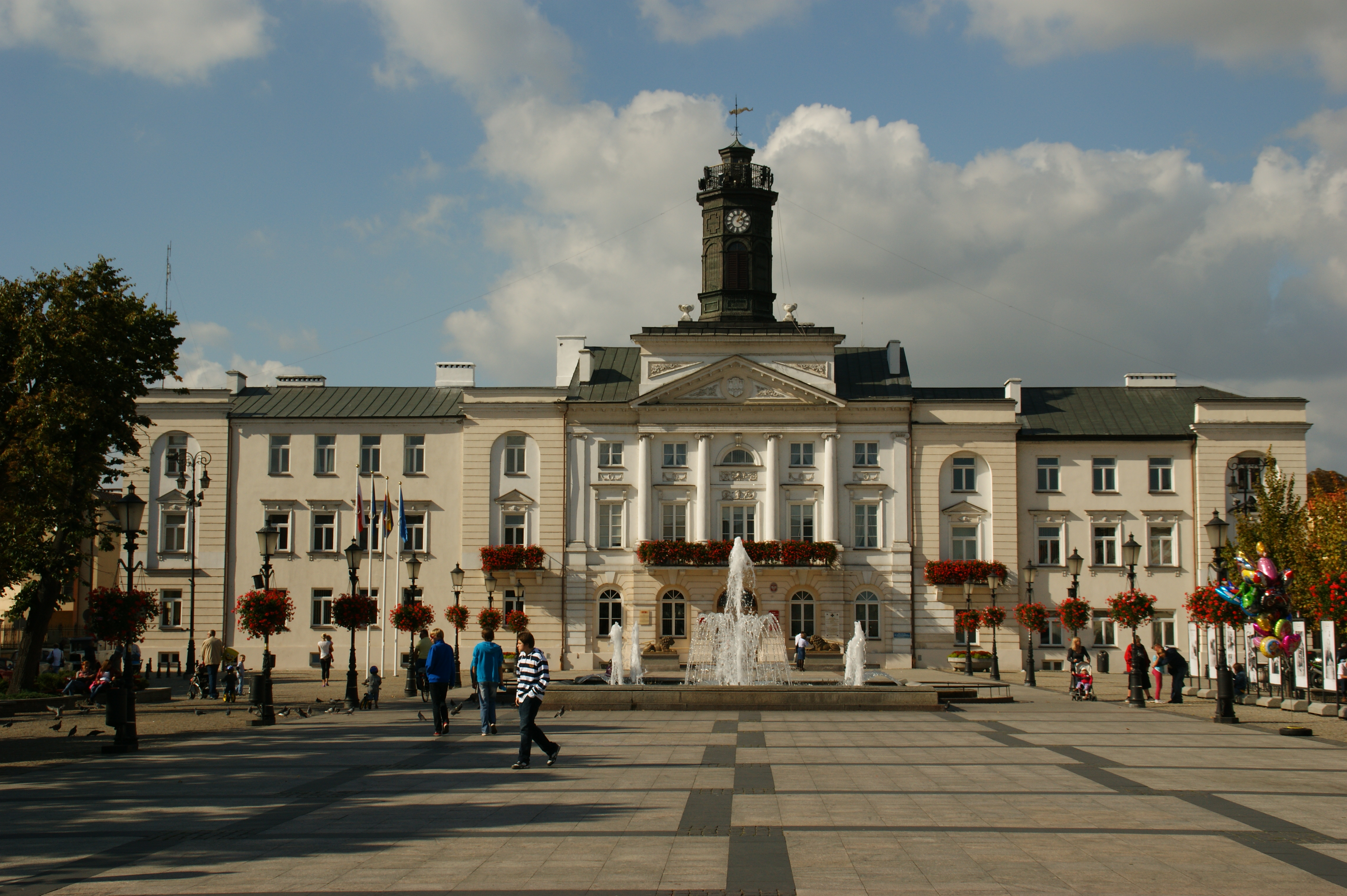
老城區與市政廳

## 友好城市
- 塞爾維亞 洛兹尼察
- 德国 达姆施塔特
- 美国 韦恩堡
- 立陶宛 马热伊基艾
- 義大利 弗利
- 法國 欧塞尔
- 摩尔多瓦 伯尔齐
- 英国 瑟罗克
- 中国 淮安市
- 保加利亚 普列文
- 乌克兰 日托米爾
- 魯斯塔維
- 葡萄牙 錫尼什

來源：